# Praxillella trifila
Praxillella trifila är en ringmaskart som beskrevs av Hartman 1960. Praxillella trifila ingår i släktet Praxillella och familjen Maldanidae. Inga underarter finns listade i Catalogue of Life.